# Drassyllus conformans
Drassyllus conformans är en spindelart som beskrevs av Chamberlin 1936. Drassyllus conformans ingår i släktet Drassyllus och familjen plattbuksspindlar. Inga underarter finns listade i Catalogue of Life.